# Aurelianus (monnaie)
L’ aurelianus (pluriel : aureliani), parfois appelé antoninien réformé ou néo-antoninien est une monnaie de bronze argentée introduite dans l'Empire romain vers 274, lors de la réforme monétaire de l’empereur Aurélien.

## Dénomination
L’aurelianus est ainsi nommé en souvenir d’Aurélien, et ce terme est attesté dans l’Histoire Auguste « argenteos aurelianos mille » (« mille pièces d’argent auréliennes »).

## Histoire
Après avoir repris le contrôle complet de l’Empire, Aurélien s’applique a remettre en état le système monétaire romain, inondé par des millions d’antoniniens, doubles deniers dévalués, devenus une monnaie de billon titrant moins de 2,5 % d’argent. Pour donner un coup d’arrêt à la dépréciation monétaire continue, il fait émettre en quantité moindre de nouvelles pièces, d’une qualité supérieure et contrôlée,.
La production d'aureliani se fait dans huit ateliers monétaires : Lugdunum (Lyon), Rome, Ticinum (Pavie) qui remplace l'atelier de Milan, Siscia, Serdica, Cyzique, Antioche et Tripolis de Syrie. D'après Zosime, la mise en circulation des aureliani s'accompagne du retrait des antoninens dévalués, échange qui se fait selon une parité inconnue.
L'émission des aureliani se poursuit sous les successeurs d'Aurelien, jusqu'à la réforme monétaire suivante, menée par Dioclétien en 294.

## Description
La nouvelle monnaie affiche au droit le buste de l’empereur radié. Elle est plus grande et plus lourde que l’antoninien, avec un diamètre entre 21 mm et 23 mm, pour 3,9 g environ soit 1/80 ou 1/84 de livre. Elle est fabriquée sur des flans parfaitement ronds en cuivre, argentés avant la frappe, donnant un titre d’environ 5 % d’argent. Ces flans larges offrent une bonne surface pour la figuration du buste impérial et pour la propagande impériale. Le revers porte à l’exergue la marque caractéristique XXI ou XX I dans les émissions des ateliers de la partie occidentale de l’Empire, et KA ou K A dans la partie orientale, marque qui se lit 20 pour 1 et correspond aux proportions respectives et garanties de cuivre et d’argent,.

Aureliani
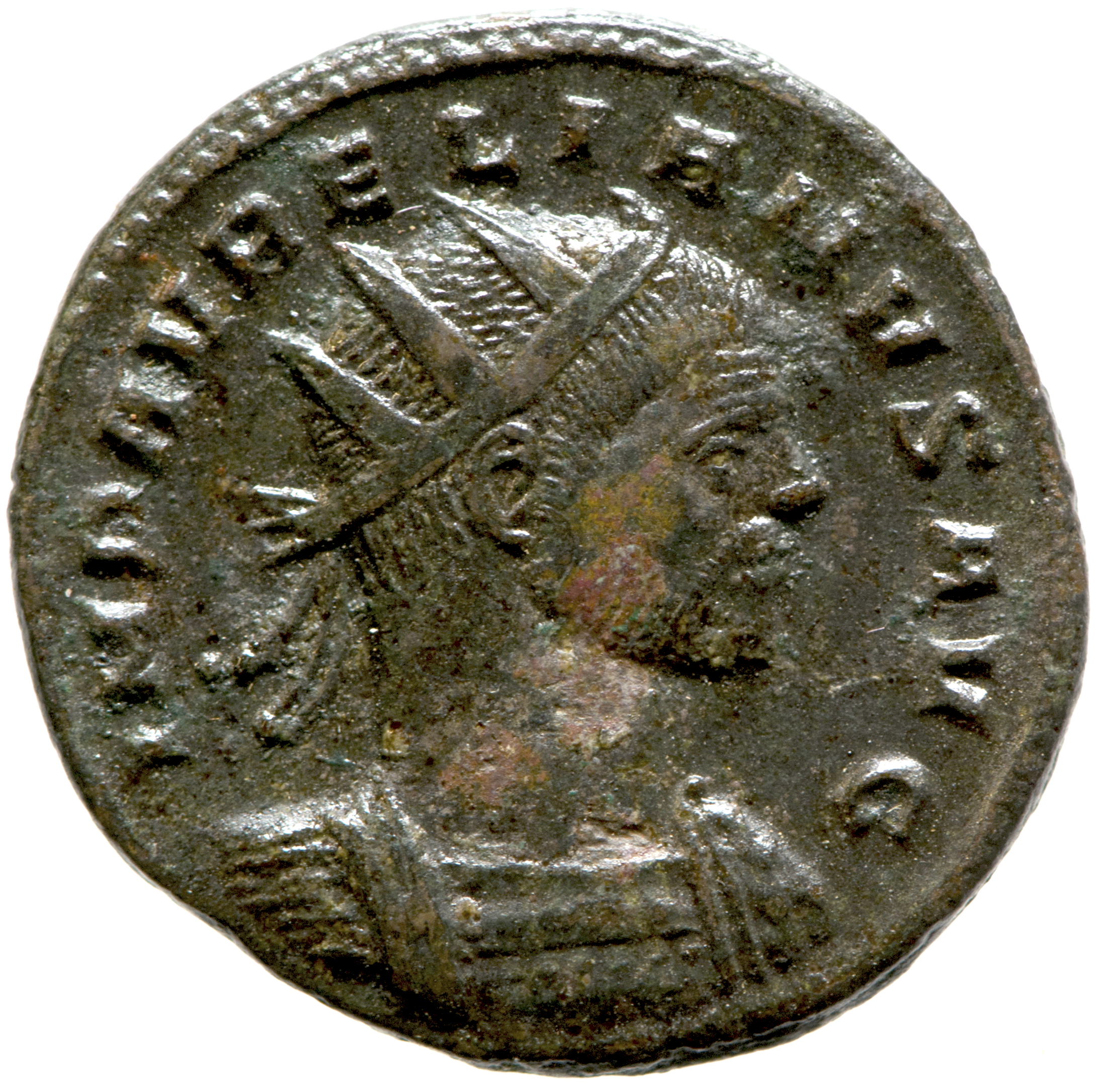
Avers : buste radié d'Aurélien
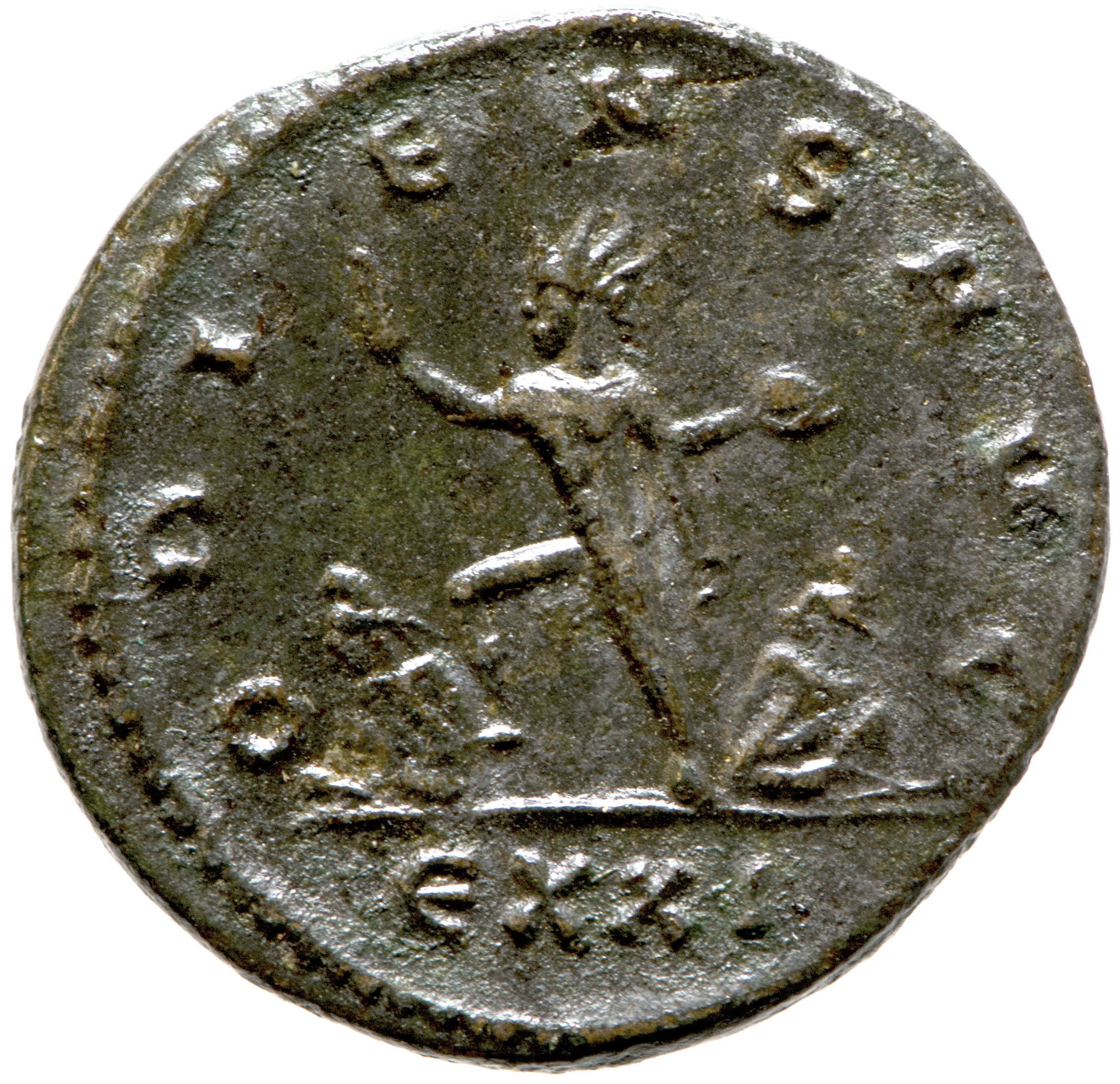
Revers : marque d'atelier et marque XXI
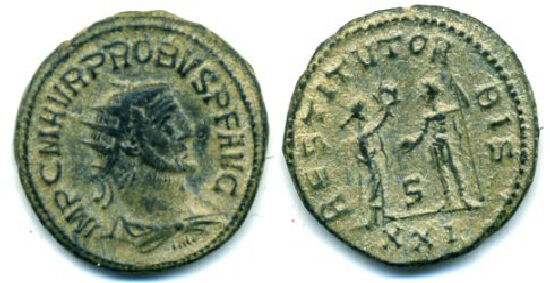
Aurelianus de Probus.

## Multiple et sous-multiple
Un double aurelianus est émis sous Tacite et sous Carus, portant la marque en exergue au revers XI ou X ET I en occident et IA dans la zone grecque, indiquant 10 parts de cuivre pour une d'argent, soit un titre double de l'antoninien courant,.
Un monnaie divisionnaire de moins lourde (2,5 g et argentée à 2 % est émise occasionnellement. Elle porte la marque VSV que les numismatiques lisent USU(alis) (« usuel »), sans certitude,